# Nordingrå SK
Nordingrå SK är en idrottsförening från Nordingrå i Kramfors kommun, Ångermanland. Föreningen bildades 1932 under namnet IF Framåt.

## Skidor
Föreningen har varit som mest framgångsrik inom skidsport och bl.a. fostrat skidskytten Magdalena Forsberg och Georg Melander.

## Ishockey
Föreningen har spelat i Division I säsongen 1980/1981 och slutade näst sist och fick kvala för att hålla sig kvar. Kvalet misslyckades och föreningen flyttades tillbaka till Division II. Det ledde till att man förlorade 12 spelare och efter säsongens slut fick gå ihop med Ullångers IK, Docksta BTK, Skogs IF och Norabygdens IK för att bilda ett gemensamt lag under namnet Höga Kusten Hockey.